# Klöpferbach
Der Klöpferbach ist ein Bach im Rems-Murr-Kreis im nördlichen Baden-Württemberg von mit seinem linken Oberlauf Heiligentalbach zusammen gut 10 km Länge, der in den südlichen Löwensteiner Bergen entspringt, in südlichem Lauf die Gemeinde Aspach durchläuft und zuletzt beim Weiler Oberschöntal der Stadt Backnang von rechts in die untere Murr mündet.

## Geographie

### Quelle und Verlauf
Der Klöpferbach entsteht auf etwa 457 m ü. NHN im Norden der Rietenauer Gemarkung der Gemeinde Aspach im Waldgewann Mönchsgarten, etwa 300 m nordöstlich der Lichtung um das Mönchshaus und keine 200 m südlich der Hochstraße unter dem Namen Heiligentalbach. In sich schnell eintiefender Klinge läuft der junge Bach nach Süden an der genannten Lichtung vorbei, von wo er rechts den ersten bedeutenderen Zufluss aus einer dortigen Quelle aufnimmt, wendet sich dann nach Südwesten und durchläuft die Mönchsklinge. An deren Ende tritt er in die Flur über und nimmt zwischen Edemer Berg im Westen und Steinenberg im Osten  von rechts den etwa einen Kilometer langen Schweinsbergklingenbach auf, der ebenfalls südlich der Hochstraße am Hang des Schweinbergs entsteht.
Von nun an fließt der Klöpferbach in südliche Richtung, erst durch die Flurbucht des Heiligentals, an dessen Ende von rechts der in der bewaldeten Kreuzhalde entstehende, etwa 1,9 km lange Jettenbach mündet; nach diesem Zufluss wird er nun Klöpferbach genannt. In danach offener, hügeliger Landschaft und begleitet von einer Gehölzreihe erreicht er den Aspacher Teilort Rietenau und nimmt nach dessen Durchquerung von links den 3,5 km langen, im Dorf lange parallel laufenden Forstbach auf. In der danach folgenden, rechts auf dem Hügel von der K 1828 Rietenau–Großaspach begleiteten weiten Talmulde zweigt rechts ein 1,3 km langer Kanal ab, der bei der Großaspacher Stegmühle in den Bach zurückfließt. Kurz danach mündet von rechts der 4,2 km lange Allmersbach, der am Westrand der Kreuzhalde bei Vordervöhrenberg entspringt und dazwischen den Aspacher Teilort Allmersbach am Weinberg durchläuft.
Anschließend quert der Klöpferbach Großaspach, den größten Teilort der Gemeinde Aspach, und tritt unterhalb dieses Dorfes in ein enges, immer steiler werdendes und allenfalls von Feldwegen erschlossenes Muschelkalktal ein, in dem er nach der Großaspacher Talmühle dann im Gebiet der Stadt Backnang nach dessen anfangs nur linker Anrainerschaft weiter nach Süden zieht. Hier fließt er an den Orten Unter- sowie Mittelschöntal auf dem rechten Hang vorbei, dessen Gegenhang schon wieder bewaldet ist. Ganz zuletzt speist er noch einen 1,3 ha großen Stausee zu Füßen von Oberschöntal und mündet dann nach einem Lauf von 10,2 km auf etwa 226 m ü. NHN in bewaldetem Mündungstrichter von rechts in einen nördlichen Bogen der Murr zwischen Backnang und Burgstall.
Der 10,3 km lange Gewässerstrang aus Heiligentalbach und dann Klöpferbach mit einem mittleren Sohlgefälle von 22 ‰ mündet etwa 230 Höhenmeter unterhalb der Heiligentalbach-Quelle.

### Einzugsgebiet
Das Einzugsgebiet des Klöpferbachs umfasst 17,0 km² zwischen den südlichsten Höhen der Löwensteiner Berge im Norden und der Murr im Süden. Naturräumlich liegt es am Oberlauf im Teilraum Südwestliche Löwensteiner Berge der Schwäbisch-Fränkischen Waldberge, am Mittel- und Unterlauf in der Inneren Backnanger Bucht. Es hat etwa die Form eines schlanken, nach Süden auslaufenden Trichters. An der mit etwa 3,5 km breitesten Stelle im Norden grenzt es an den Bogen der Hohen Straße und verengt sich nach Süden hin bis etwa Großaspach auf eine Breite von knapp 1,5 km, die es dann fast bis zur Mündung hält. Die Nord-Süd-Achse erreicht nicht ganz 8,5 km Länge.
Im Norden grenzt das Einzugsgebiet der die Löwensteiner Berge durchlaufenden „Spiegelberger“ Lauter an, im Nordosten jeweils kurz das des Oppenweiler Rohrbachs und des Backnanger Eckertsbachs. Hinter dem folgenden längsten Teil der Ostgrenze bis fast zur Murr konkurriert der Krähenbach, der in kürzerem Lauf parallel zum Klöpfersbach zur Murr zieht.
Von der Mündung bis hinauf in ihren Norden konkurriert westlich der Wasserscheide der ebenfalls recht genau südlich zur Murr fließende Wüstenbach.

### Zuflüsse und Seen
Hierarchische Liste der Zuflüsse und  Seen von der Quelle zur Mündung. Gewässerlänge, Seefläche und Einzugsgebiet und Höhe nach den entsprechenden Layern auf der Onlinekarte der LUBW. Andere Quellen für die Angaben sind vermerkt.
Ursprung des Klöpferbachs auf etwa 297 m ü. NHN weniger als 0,4 km nordnordwestlich vor der Ortsgrenze von Rietenau, Gemeinde Aspach. Der Klöpferbach fließt von hier an bis zum Ende seines Laufes mit nur leichten Schwankungen südlich.
- Heiligentalbach, linker und nordnordöstlicher Hauptstrang-Oberlauf, 2,7 km und 2,2 km².[LUBW 4] Entsteht auf etwa 457 m ü. NHN etwa 2,7 km nordnordöstlich von Rietenau im Waldgewann Mönchsgarten etwa 0,3 km nordnordöstlich einer in einer Waldlichtung stehenden  Forsthütte.
  - Schweinsbergklingenbach, von rechts und Nordnordwesten auf 329,8 m ü. NHN[LUBW 2] kurz nach Beginn der offenen Talflur, 1,0 km und 0,8 km². Entsteht auf etwa 413 m ü. NHN im Waldgewann Schweinberg.
Der Heiligenbachtal hat bis zu diesem Zufluss selbst schon eine Länge von 2,7 km und ein Teileinzugsgebiet von 0,9 km².
- Jettenbach, rechter und nordnordwestlicher Nebenstrang-Oberlauf, 1,9 km und 1,7 km². Entsteht auf etwa 399 m ü. NHN etwa 1,6 km nördlich von Aspach-Allmersbach am Weinberg im Osten des Waldgewanns Kreuzhalde.
- Forstbach, von links und Nordnordosten auf etwa 283 m ü. NHN an den Sportplätzen von Rietenau, 3,3 km und 2,2 km². Entsteht auf etwa 414 m ü. NHN etwa 2,3 km nordöstlich von Rietenau am oberen Ende seiner Klinge zwischen Kohlhau im Osten und Steinenberg im Westen.
  -  Passiert zwei Teiche rechts am Lauf auf etwa 300 m ü. NHN östlich von Rietenau, jeweils 0,3 ha.
- (Mühlkanal der Stegmühle), von links kurz vor dem folgenden an der Stegmühle, 1,3 km und XX km². Geht auf etwa 280 m ü. NHN zuvor nach links ab.
- Allmersbach, von rechts und Nordnordwesten auf etwa 274 m ü. NHN am Nordrand von Großaspach, 4,2 km und 3,1 km². Entsteht auf etwa 382 m ü. NHN in der westlichen Kreuzhalde etwa 0,4 km östlich von Vordervöhrenberg.
  -  Entwässert links wenig entfernt über dem Lauf einen Teich auf etwa 325 m ü. NHN am Westfuß des Allmersbacher Weinbergs Greut im Ablauf einer Rinne am Weinberg, unter 0,1 ha.[LUBW 7]
  - (Unbeständiger Zufluss), von rechts und Westen dem Nordrand des Waldes Fautenhau entlang auf etwa 286 m ü. NHN, 0,3 km[LUBW 8] und ca. 0,1 km².[LUBW 9] Entsteht auf unter 300 m ü. NHN.
    -  Entwässert einen Teich im Fautenhau auf knapp 300 m ü. NHN, 0,1 ha.

  -  Passiert auf knapp 280 m ü. NHN einen Teich rechts am Lauf bei den Sportplätzen am Ostrand des Fautenhaus, 0,1 ha.
  - (Unbeständiger Zufluss), von rechts und Westen auf etwa 288 m ü. NHN gleich nach dem vorigen am Tennisplatz, ca. 1,0 km[LUBW 8] und ca. 0,4 km².[LUBW 9] Entsteht auf etwa 304 m ü. NHN im mittleren Grafenholz, das er daraufhin in einer Klinge weiter durchläuft.
- Passiert auf etwa 265 m ü. NHN einen Teich rechts am Lauf am Nordrand von Backnang-Unterschöntal, 0,1 ha.
- Durchfließt auf unter 240 m ü. NHN einen Stausee mündungsnah in seiner Unterlauf-Waldklinge, 1,3 ha.
- Passiert auf unter 230 m ü. NHN gleich nach dem vorigen einen Teich rechts am Lauf unmittelbar vor der Mündung, unter 0,1 ha.

Mündung des Klöpferbachs von rechts und Norden auf ca. 226 m ü. NHN in die untere Murr kurz nach der Kläranlage von Backnang. Der Bach ist hier ab seinem Zusammenfluss aus seinen Oberläufen 7,6 km, mit dem längeren linken Oberlazf Heiligentalbach 10,3 km lang und hat ein Einzugsgebiet von 17,0 km².

### Ortschaften
Im Tal des Klöpferbachs liegen am Ober- und Mittellauf nacheinander Rietenau, die Stegmühle, fast ganz Großaspach und die Talmühle, die alle zur Gemeinde Aspach gehören. Im Tal des größten Zuflusses Allmersbach liegt der Teilort Allmersbach am Weinberg, weiter bergwärts entwässert auch noch der Siedlungsplatz Vordervöhrenberg ins Allmersbachtal.
Rechts am Hang des Unterlaufs liegen die Backnanger Teilorte Unter- und Mittelschöntal, der größte Teil von Oberschöntal auf der linken Anhöhe entwässert ebenfalls in den untersten Klöpferbach.

## Geologie
Der Klöpferbach entspringt im Stubensandstein (Löwenstein-Formation) des oberen Mittelkeupers, durchläuft noch vor dem Zulauf des Schweinsbergklingenbachs den Schilfsandstein (Stuttgart-Formation) und verbleibt dann bis etwa zum Zulauf des Allmersbachs im Gipskeuper (Grabfeld-Formation). Mit Eintritt in die wellige Landschaft der Backnanger Bucht bei Rietenau liegt Löss auf den begleitenden Hügeln, der Bach selbst hat hier in teils breiter Mulde bis hinunter zur Talmühle von Großaspach Auensedimente abgelagert. Nach dem Allmersbach setzt am rechten Hang der Lettenkeuper (Erfurt-Formation) ein, der sich diesseits fast bis zur Mündung hinzieht. Ab der Talmühle liegt der Talgrund bis zur Mündung im Oberen Muschelkalk, der im Mündungstrichter dann auch beide Hänge einnimmt.
Bei Rietenau quert eine teilweise nachgewiesene südwest-nordöstliche Störung das Tal, am Zulauf des Allmersbachs eine west-östliche, die beide zum Verband der Neckar-Jagst-Furche gehören.

### LUBW
Amtliche Online-Gewässerkarte mit passendem Ausschnitt und den hier benutzten Layern: Lauf und Einzugsgebiet des Klöpferbachs

Allgemeiner Einstieg ohne Voreinstellungen und Layer: Daten- und Kartendienst der Landesanstalt für Umwelt Baden-Württemberg (LUBW) (Hinweise)
1. 1 2 3  Höhe nach dem Höhenlinienbild auf dem Hintergrundlayer Topographische Karte.
2. 1 2  Höhe nach blauer Beschriftung auf dem Hintergrundlayer Topographische Karte.
3. 1 2 3  Länge nach dem Layer Gewässernetz (AWGN).
4. 1 2 3  Einzugsgebiet aufsummiert aus den Teileinzugsgebieten nach dem Layer Basiseinzugsgebiet (AWGN).
5. ↑  Seefläche nach dem Layer Stehende Gewässer.
6. ↑  Einzugsgebiet nach dem Layer Basiseinzugsgebiet (AWGN).
7. ↑  Seefläche abgemessen auf dem Hintergrundlayer Topographische Karte.
8. 1 2  Länge abgemessen auf dem Hintergrundlayer Topographische Karte.
9. 1 2  Einzugsgebiet abgemessen auf dem Hintergrundlayer Topographische Karte.

### Andere Belege
1. ↑  Wolf-Dieter Sick: Geographische Landesaufnahme: Die naturräumlichen Einheiten auf Blatt 162 Rothenburg o. d. Tauber. Bundesanstalt für Landeskunde, Bad Godesberg 1962. → Online-Karte (PDF; 4,7 MB)
2. ↑  Hansjörg Dongus: Geographische Landesaufnahme: Die naturräumlichen Einheiten auf Blatt 171 Göppingen. Bundesanstalt für Landeskunde, Bad Godesberg 1961. → Online-Karte (PDF; 4,3 MB)
3. ↑  Geologie nach der unter → Literatur genannten geologischen Karte. Einen gröberen Überblick verschafft auch: Mapserver des Landesamtes für Geologie, Rohstoffe und Bergbau (LGRB) (Hinweise)